# Yousouf Falikou Fofana
Yousouf „Black Diamond“ Falikou Fofana (* 26. Juli 1966 in Divo) ist ein ehemaliger ivorischer Fußballspieler.
Fofana, der im Alter von 12 Jahren mit dem Vereinsfußball begann, spielte in seiner Jugend bei ASEC Mimosas in seinem Heimatland. Mit knapp über 17 Jahren verließ er die Elfenbeinküste, um nach Europa zu wechseln. Den Hauptteil seiner Karriere verbrachte er in Frankreich, vor allem beim AS Monaco, wo er acht Jahre lang spielte. Die anderen Stationen waren Girondins de Bordeaux und AS Cannes. Zum Abschluss seiner aktiven Laufbahn wechselte Fofana zu al-Nassr FC.
Fofana galt lange als das größte Idol seines Heimatlandes. Wegen seiner hervorragenden Technik erhielt der Linksfuß den Spitznamen Der Dribbler, wurde aber auch als Der schwarze Diamant bezeichnet. Erst Didier Drogba, der als führender Spieler sein Land zur Weltmeisterschaft 2006 führte, schaffte es, Fofanas Ruhm in der Elfenbeinküste zu überstrahlen.
Mittlerweile ist Fofana sportlicher Direktor seines Heimatvereins ASEC Mimosas.